# Samsun (circonscription électorale)
Pour les articles homonymes, voir Samsun.
La circonscription électorale de Samsun correspond à la province du même nom et envoie 9 députés à la Grande assemblée nationale de Turquie.

## Composition
La circonscription de Samsun est divisée en 17 districts (ilçe). Chaque district est composé d'un chef-lieu et de municipalités (communes et villages).

## Résultats électoraux

### Élections législatives de 2018
| Partis                   | Partis                                        | Voix    | %     | Sièges | +/-           | Élus                                                                              |
| ------------------------ | --------------------------------------------- | ------- | ----- | ------ | ------------- | --------------------------------------------------------------------------------- |
|                          | Parti de la justice et du développement (AKP) | 443 537 | 51,98 | 5      | 1             | Ahmet Demircan, Yusuf Ziya Yılmaz, Çiğdem Karaaslan, Fuat Köktaş et Orhan Kırcalı |
|                          | Parti républicain du peuple (CHP)             | 147 454 | 17,28 | 2      | en stagnation | Kemal Zeybek et Neslihan Hancıoğlu                                                |
|                          | Parti d'action nationaliste (MHP)             | 138 480 | 16,23 | 1      | en stagnation | Erhan Usta                                                                        |
|                          | Le Bon Parti (İYİ)                            | 92 817  | 10,88 | 1      | Nv.           | Bedri Yaşar                                                                       |
|                          | Parti démocratique des peuples (HDP)          | 15 082  | 1,77  | 0      | en stagnation |                                                                                   |
|                          | Parti de la félicité (SP)                     | 12 140  | 1,42  | 0      | en stagnation |                                                                                   |
|                          | Parti patriote (VATAN)                        | 1 816   | 0,21  | 0      | en stagnation |                                                                                   |
|                          | Parti de la cause libre (HÜDA PAR)            | 1 313   | 0,15  | 0      | en stagnation |                                                                                   |
|                          | Indépendants (Ind.)                           | 715     | 0,08  | 0      | en stagnation |                                                                                   |
|                          |                                               |         |       |        |               |                                                                                   |
| Total                    | Total                                         | 853 354 | 100   | 9      | en stagnation | -                                                                                 |
| Inscrits / participation | Inscrits / participation                      | 960 245 | 88,41 |        |               |                                                                                   |

### Élections législatives de 2023
| Partis                   | Partis                                        | Voix      | %     | Sièges | +/-           | Élus                                                                         |
| ------------------------ | --------------------------------------------- | --------- | ----- | ------ | ------------- | ---------------------------------------------------------------------------- |
|                          | Parti de la justice et du développement (AKP) | 391 480   | 42,46 | 5      | en stagnation | Mehmet Muş, Çiğdem Karaaslan, Yusuf Ziya Yılmaz, Orhan Kırcalı et Ersan Aksu |
|                          | Parti républicain du peuple (CHP)             | 182 225   | 19,76 | 2      | en stagnation | Murat Çan et Mehmet Karaman                                                  |
|                          | Parti d'action nationaliste (MHP)             | 131 298   | 14,24 | 1      | en stagnation | İlyas Topsakal                                                               |
|                          | Le Bon Parti (İYİ)                            | 111 192   | 12,06 | 1      | en stagnation | Erhan Usta                                                                   |
|                          | Nouveau parti de la prospérité (YRP)          | 36 610    | 3,97  | 0      | Nv.           |                                                                              |
|                          | Parti de la victoire (ZP)                     | 19 856    | 2,15  | 0      | Nv.           |                                                                              |
|                          | Parti de la grande unité (BBP)                | 12 534    | 1,36  | 0      | en stagnation |                                                                              |
|                          | Parti de la patrie (M)                        | 9 849     | 1,07  | 0      | Nv.           |                                                                              |
|                          | Parti des travailleurs de Turquie (TIP)       | 6 506     | 0,71  | 0      | en stagnation |                                                                              |
|                          | Parti de la gauche verte (YSP)                | 5 551     | 0,60  | 0      | en stagnation |                                                                              |
|                          | Parti de la mère patrie (ANAP)                | 2 348     | 0,25  | 0      | en stagnation |                                                                              |
|                          | Parti jeune (GP)                              | 1 899     | 0,21  | 0      | en stagnation |                                                                              |
|                          | Parti de la justice et de l'unité (AB)        | 1 582     | 0,17  | 0      | Nv.           |                                                                              |
|                          | Parti de la nation (MP)                       | 1 191     | 0,13  | 0      | en stagnation |                                                                              |
|                          | Parti communiste de Turquie (TKP)             | 970       | 0,11  | 0      | en stagnation |                                                                              |
|                          | Parti des droits et libertés (HAK)            | 922       | 0,10  | 0      | en stagnation |                                                                              |
|                          | Parti patriote (VATAN)                        | 743       | 0,08  | 0      | en stagnation |                                                                              |
|                          | Parti de libération du peuple (HKP)           | 729       | 0,08  | 0      | en stagnation |                                                                              |
|                          | Parti de gauche (SOL)                         | 515       | 0,06  | 0      | en stagnation |                                                                              |
|                          | Parti de l'union du pouvoir (GBP)             | 414       | 0,04  | 0      | Nv.           |                                                                              |
|                          | Mouvement communiste (TKH)                    | 268       | 0,03  | 0      | Nv.           |                                                                              |
|                          | Parti de la justice (AP)                      | 59        | 0,01  | 0      | Nv.           |                                                                              |
|                          | Parti de la route nationale (MYP)             | 5         | 0,00  | 0      | Nv.           |                                                                              |
|                          | Parti de l'innovation (YP)                    | 3         | 0,00  | 0      | Nv.           |                                                                              |
|                          | Indépendants (Ind.)                           | 3 278     | 0,36  | 0      | en stagnation |                                                                              |
|                          |                                               |           |       |        |               |                                                                              |
| Total                    | Total                                         | 922 027   | 100   | 9      | en stagnation | -                                                                            |
| Inscrits / participation | Inscrits / participation                      | 1 024 653 | 89,37 |        |               |                                                                              |